# Serious Sam: Kamikaze Attack!
『Serious Sam: Kamikaze Attack!』（シリアス・サム: カミカゼアタック!）は、シリアス・サムシリーズの横スクロールアクションゲーム。Be-Rad Entertainmentが開発し、Devolver DigitalがMicrosoft Windows、iOS及びAndroidプラットフォーム向けに発売した。
シリーズに登場する雑魚キャラクター、カミカゼ・ウォーリアを主人公とした本作は、サムのいる地点まで障害物に対処しながら走り続ける内容となっている。